# 음성 수정산성
음성 수정산성(陰城 水精山城)은 충청북도 음성군 음성읍 읍내리와 한벌리 일대에 있는 통일신라 시대의 산성이다. 1999년 12월 31일 충청북도의 기념물 제111호로 지정되었다.

## 개요
수정산성은 해발 393ｍ의 수정산에 둘레 577ｍ, 면적 4만2천184m2, 높이 2-3ｍ,폭 4ｍ의 규모로 《신증동국여지승람》에 '고산성', 《대동지지》에 '설성', 《호서승람》에 '수정산성'으로 각각 기록돼 있다.
이 성은 고려 초기에 축조된 뒤 조선시대에 개축한 것으로 전해 오고 있다.
수정산성의 규모는 크지 않으나 매우 견고하고 정교한 산성의 특성을 잘 보여주고 있고 성벽의 잔존 상태가 양호하다.

## 참고 자료
- 음성 수정산성 - 국가유산청 국가유산포털